# On n'a plus de sushis à se faire

On n'a plus de sushis à se faire est un téléfilm français réalisé par Philippe Venault, en 2002, il dure 90 minutes.

## Synopsis
Stan, la trentaine, vient de perdre son père et accompagne sa mère, Nini, aux pompes funèbres. La veuve choisit les ornements les plus onéreux, sans savoir que son fils, cadre supérieur, est au chômage depuis un an et accumule les dettes. Le jour de l'enterrement, Brigitte, la femme de Stan, découvre la facture avec effroi. Epaulé par ses amis Fred et Marco, également au chômage, Stan tente de trouver des petits boulots. Malgré ses efforts, le couple n'arrive plus à honorer ses dettes et se dispute violemment. Brigitte, harcelée par les huissiers, invente un stratagème afin de gagner du temps: elle fait croire à son banquier que son mari l'a abandonnée avec leurs deux enfants. Stan échoue donc sur le canapé de Marco, un dragueur invétéré, peu enclin à partager son petit appartement.

## Fiche technique
- Réalisateur : Philippe Venault
- Scénario : Sophie Deschamps et Philippe Venault
- 1re télédiffusion : 26 octobre 2002

## Distribution
- Jean-Michel Portal : Stan
- Laurent Poitrenaux : Marco
- Olivier Brocheriou : Fred
- Carole Richert : Brigitte
- Michèle Moretti : Nini
- Eva Darlan : Micheline
- Philippe Capelle : Martial